# Кент Стоддард, Элис
Элис Кент Стоддард (англ. Alice Kent Stoddard; 1883, Уотертаун, Коннектикут — 1976) — американская художница.

## Биография
Родилась 18 июля 1883 года.

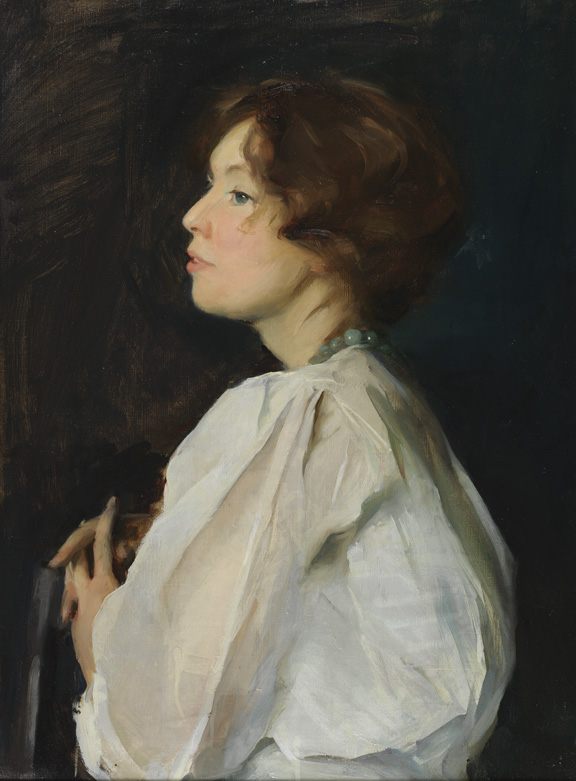
Женский портрет

Обучалась живописи в Филадельфийской художественной школе для женщин. Брала уроки у Уильяма Чейза, Томаса Икинса, Томаса Аншуца и Сесилии Бо в Пенсильванской академии изящных искусств в Пенсильванской академии изящных искусств.
Жила и занималась творчеством в колонии художников на острове Монхеган в штате Мэн.
С 1914 по 1964 год регулярно выставлялась на ежегодной выставке изящных искусств в Академии изобразительных искусств Пенсильвании. Здесь, в 1918 и 1919 годах, она выставила две из свои картин с о. Монхегана: «Ребенок Монгегана» и «Мохеганский рыбак».
Член старейшего художественного клуба в Соединенных Штата — Plastic Club. С 1938 года работала в Национальной академии дизайна. Во время Второй мировой войны работала военной художницей, разрабатывала защитный дизайн самолётов.
Умерла 15 июня 1976 года.

## Творчество
В перечне «Кто есть кто в американском искусстве» Элис Кент Стоддард названа одной из самых известных женщин-художниц начала XX века.
Автор ряда портретов, пейзажей, маринист. В расцвете творческих сил, она считалась главной художницей-портретисткой Филадельфии. Получила высокую оценку от Рокуэлла Кента.
Один из портретов Стоддард «Гобелен и кружево», написанный в 1915 году, был представлен на выставке «Гении прекрасной музы» в Большой Центральной Галерее в Нью-Йорке в 1987 году.
Коллекции её картин хранятся в Художественном музее Вудмер, музее искусств Далласа, художественном музее Фарнсворта в Рокленд (Мэн), музее Института Франклина в Филадельфии, Пенсильванской академии изящных искусств, Пенсильванском университете и др.